# Unity (New Hampshire)
Pour les articles homonymes, voir Unity.
Unity est une municipalité américaine située dans le comté de Sullivan au New Hampshire. Selon le recensement de 2010, sa population est de 1 671 habitants.

## Géographie
La municipalité s'étend sur 37,18 milles carrés (96,3 km2), dont 0,26 milles carrés (0,67 km2) d'étendues d'eau.

## Histoire

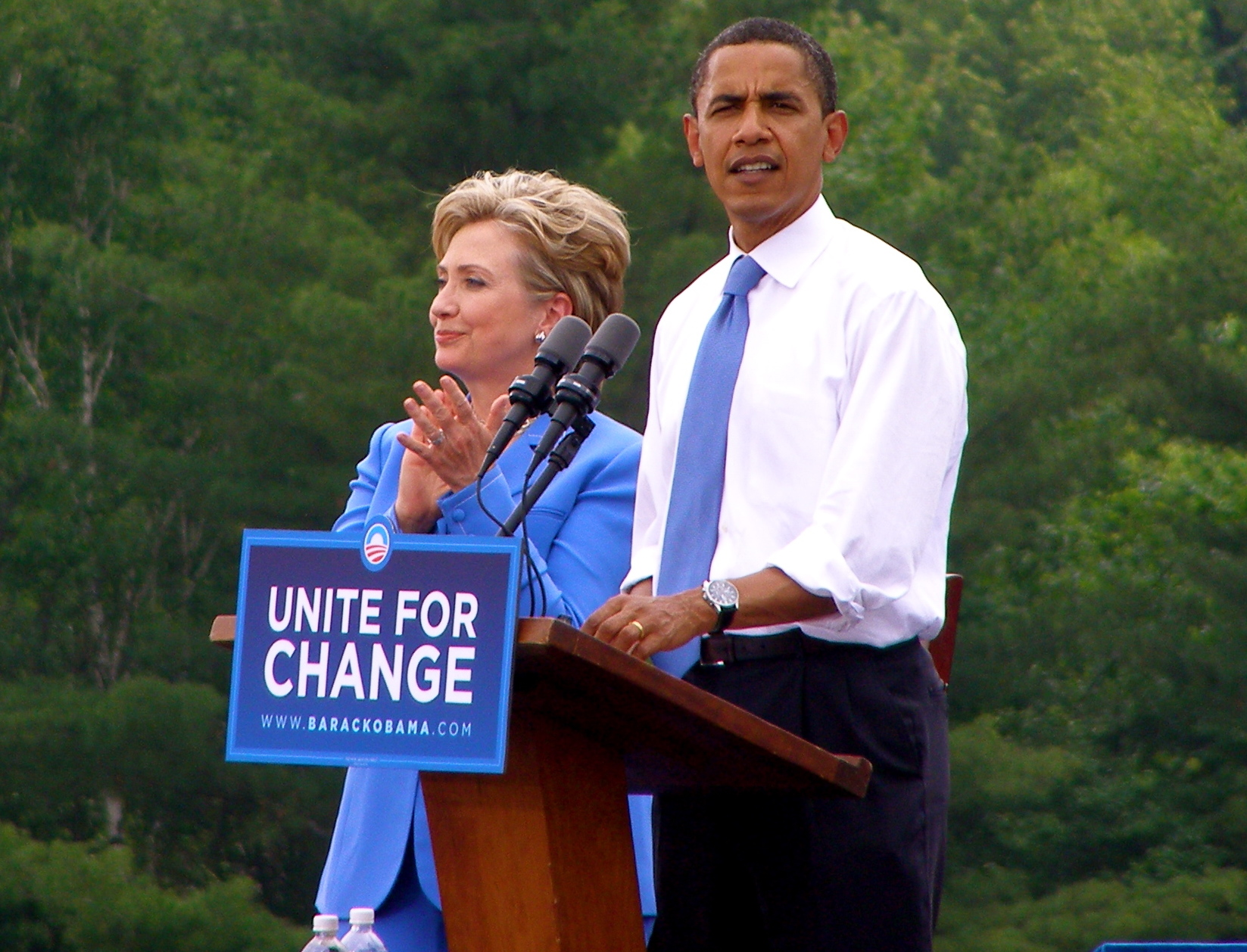
Barack Obama et Hillary Clinton au meeting d'Unity, en 2008.

La localité est fondée en 1753 sous le nom de Buckingham, en l'honneur de John Hobart, 1er comte du Buckinghamshire. Elle devient une municipalité en 1764, après des différends territoriaux, et prend le nom d'Unity.
Le 27 juin 2008, Hillary Clinton et Barack Obama donnent leur premier meeting commun à Unity, après de longues primaires serrées qui ont vu la victoire d'Obama. La ville est choisie à la fois pour son nom, qui signifie « unité » en anglais, et pour son vote aux primaires démocrates, ayant accordée 107 voix à chaque candidat.